# Фейетвилл Пэтриотс
Фейетвилл Пэтриотс (англ. Fayetteville Patriots) — команда Лиги развития НБА, базировавшаяся в городе Фейетвилл (штат Северная Каролина, США). Выступала в Лиге развития с сезона 2001/2002 по сезон 2005/2006. 

## История франшизы
В 2001 году «Фейетвилл Пэтриотс» стали одной из восьми первых франшиз Национальной баскетбольной лиги развития. Тренером был нанят Джефф Кейпел. Домашние матчи команда проводила на стадионе «Камберленд Каунти Краун Колизеум» в Фейетвилле. В 2005 году лига была переименована в Лигу развития НБА (Д-Лигу).
Кейпел покинул команду после сезона 2004/2005. В сезоне  2005/2006 «Пэтриотс» заняли последнее место в Д-Лиге с результатом 16 побед и 32 поражения. Хотя в конце февраля — начале марта команда немного исправила ситуацию благодаря приходу Амира Джонсона и Алекса Акера из «Детройт Пистонс». 2 мая 2006 года Д-Лига решила не продолжать проект «Фейетвилл Пэтриотс». Объявление поступило на следующий день после того, как лига приняла решение по той же судьбе для другой франшизы «Роанок Даззл».

## Статистика сезонов
| Фейетвилл Пэтриотс |                  |     |     |       |                                                                                |
| 2001/2002          | 7-е              | 21  | 35  | 37,5% |                                                                                |
| 2002/2003          | 1-е              | 32  | 18  | 64,0% | Победа в полуфинале (Роанок Даззл) 2–0 Поражение в финале (Мобил Ревелерс) 2–1 |
| 2003/2004          | 4-е              | 21  | 25  | 45,7% | Поражение в полуфинале (Ашвилл Алтитьюд) 116–111                               |
| 2004/2005          | 5-е              | 17  | 31  | 35,4% |                                                                                |
| 2005/2006          | 8-е              | 16  | 32  | 33,3% |                                                                                |
| Регулярный сезон   | Регулярный сезон | 107 | 141 | 43,1% | 2001–2006                                                                      |
| Плей-офф           | Плей-офф         | 3   | 3   | 50,0% | 2001–2006                                                                      |

## Связь с клубами НБА
- Шарлотт Бобкэтс (2005–2006)
- Детройт Пистонс (2005–2006)
- Нью-Йорк Никс (2005–2006)